# Шевське
Ше́вське — село в Україні, в Магдалинівській селищній громаді Самарівського району Дніпропетровської області. Населення за переписом 2001 року становить 573 особи.

## Географія
Село Шевське знаходиться на правому березі річки Чаплинка, вище за течією на відстані 0,5 км розташоване село Новопетрівка, нижче за течією на відстані 1 км розташоване село Водяне. Поруч проходить автомобільна дорога Т 0410.

## Історія
Назва Шевське є перекрученим варіантов Швецьке, тобто поселення швеців.
1886 року поселення Шевське над затокою Орілище входили до Чернеччинської волості Новомосковського повіту. Тут мешкало 691 особа.

## Населення

### Мова
Розподіл населення за рідною мовою за даними перепису 2001 року:
| Мова       | Кількість | Відсоток |
| ---------- | --------- | -------- |
| українська | 540       | 94.24%   |
| російська  | 20        | 3.49%    |
| білоруська | 10        | 1.75%    |
| румунська  | 3         | 0.52%    |
| Усього     | 573       | 100%     |